# Carhuaz (provincie)
Carhuaz is een provincie in de regio Ancash in Peru. De provincie heeft een oppervlakte van 804 km² en telt 47.097 inwoners (2015). De hoofdplaats van de provincie is het district Carhuaz.

## Bestuurlijke indeling
De provincie is verdeeld in elf districten, UBIGEO tussen haakjes:
- (020602) Acopampa
- (020603) Amashca
- (020604) Anta
- (020605) Ataquero
- (020601) Carhuaz, hoofdplaats van de provincie
- (020606) Marcara
- (020607) Pariahuanca
- (020608) San Miguel de Aco
- (020609) Shilla
- (020610) Tinco
- (020611) Yungar

Aija · Antonio Raimondi · Asunción · Bolognesi · Carhuaz · Carlos Fermín · Casma · Corongo · Huaraz · Huari · Huarmey · Huaylas · Mariscal Luzuriaga · Ocros · Pallasca · Pomabamba · Recuay · Santa · Sihuas · Yungay